# Kleiner Happ
Le Kleiner Happ est une montagne qui s’élève à 2 852 m d’altitude dans les Hohe Tauern, en Autriche.